# Korsholm, Hörby kommun
Korsholm är en tidigare småort i Västerstads socken i Hörby kommun, Skåne län. Korsholm ligger alldeles norr om Västerstad längs riksväg 13. I statistiken för småorter från SCB benämns Korsholm för Östra Vedåkra till och med 2005. I samband med SCB's småortsavgränsningen 2015 kom Korsholm att inkluderas i småorten Västerstad.